# Поддубовка
Подду́бовка (укр. Піддубівка) — село в Прилукском районе Черниговской области Украины. Население — 133 человека. Занимает площадь 1,916 км².
Код КОАТУУ: 7424187301. Почтовый индекс: 17561. Телефонный код: +380 4637.

## Власть
Орган местного самоуправления — Поддубовский сельский совет. Почтовый адрес: 17562, Черниговская обл., Прилукский р-н, с. Поддубовка, ул. Ивановская, 45.